# Илија (кефалија)
Илија (умро после 1324.) је био кнез и кефалија Стефана Милутина (1282-1321) и Стефана Дечанског (1321-1331).

## Биографија
Илија је био син Ђураша Вранчића, ставиоца Стефана Милутина. Стефан Дечански је 1314. године подигао неуспешну побуну против свога оца. Милутин га је у ланцима послао у Скопље где је ослепљен. Одатле је послат у Цариград код Милутиновог таста Андроника. Земље Стефана Дечанског (Зету) Милутин је предао на управу Илији. Илија је најпре носио титулу кнеза, а од 1318. године носи титулу кефалије. Илија је први који се појављује са овом титулом. Милутин је по освајању византијских територија задржао грчки систем локалне управе. У питању је општи кефалија која управља већом облашћу. Касније се појављују и локалне кефалије које управљају једним градом или жупом. Илија се помиње у дубровачком документу од 4. новембра 1318. године као сакупљач светодмитровског дохотка у име краља, заједно са епископом Стефаном из Скадра. Такође се помиње у дубровачком документу од 23. септембра 1321. године када је доходак прикупљао заједно са владиком Петром из Скадра. Илија се као посланик Стефана Дечанског помиње у дубровачком документу од 24. августа 1322. године. Илија је имао сина Ђураша Илијића. Ђураш се са титулом челника помиње током владавине Стефана Дечанског, Душана Силног и Уроша Нејаког. Владао је Горњом Зетом. Умро је 1362. године. Њихови потомци су Црнојевићи.